# Gnamptogenys turmalis
Gnamptogenys turmalis é uma espécie de formiga do gênero Gnamptogenys.